# Federal Prospects Hockey League 2023-2024
La Federal Prospects Hockey League 2023-2024 è la quattordicesima edizione di questo campionato.

## Squadre partecipanti
Le squadre iscritte sono aumentate ad undici, suddivise in due divisioni. Sono state confermate otto delle dieci squadre della stagione precedente, cui si sono aggiunte le nuove iscritte Blue Ridge Bobcats, Baton Rouge Zydeco ed Elmira River Sharks.

## Regular season
La stagione regolare si è svolta tra ottobre 2023 ed aprile 2024, ed ha visto qualificarsi ai play-off le prime quattro squadre di ciascun girone.

### Continental Division
| Pos. | Squadra                | G  | V  | VOT | POT | P  | GF  | GS  | Pt  | %     |
| ---- | ---------------------- | -- | -- | --- | --- | -- | --- | --- | --- | ----- |
| 1.   | Columbus River Dragons | 56 | 40 | 5   | 4   | 7  | 292 | 155 | 134 | 0.798 |
| 2.   | Carolina Thunderbirds  | 56 | 32 | 8   | 4   | 12 | 225 | 149 | 116 | 0.690 |
| 3.   | Port Huron Prowlers    | 56 | 22 | 6   | 6   | 22 | 196 | 207 | 84  | 0.500 |
| 4.   | Mississippi Sea Wolves | 56 | 16 | 5   | 3   | 32 | 199 | 265 | 61  | 0.363 |
| 5.   | Baton Rouge Zydeco     | 56 | 15 | 1   | 4   | 36 | 154 | 248 | 51  | 0.304 |
| 6.   | Blue Ridge Bobcats     | 56 | 11 | 5   | 7   | 33 | 151 | 221 | 50  | 0.298 |

### Empire Division
| Pos. | Squadra                | G  | V  | VOT | POT | P  | GF  | GS  | Pt  | %     |
| ---- | ---------------------- | -- | -- | --- | --- | -- | --- | --- | --- | ----- |
| 1.   | Binghamton Black Bears | 56 | 35 | 4   | 7   | 10 | 276 | 170 | 120 | 0.714 |
| 2.   | Motor City Rockers     | 56 | 27 | 6   | 4   | 19 | 219 | 194 | 97  | 0.577 |
| 3.   | Danbury Hat Tricks     | 56 | 22 | 9   | 6   | 19 | 216 | 192 | 90  | 0.536 |
| 4.   | Watertown Wolves       | 56 | 18 | 2   | 6   | 31 | 193 | 250 | 61  | 0.363 |
| 5.   | Elmira River Sharks    | 56 | 18 | 2   | 2   | 34 | 189 | 259 | 60  | 0.357 |

Criteri: 1) Percentuale di vittoria; 2) Numero di vittorie; 3) Punti; 4) Classifica avulsa; 5) Differenza reti

## Play-off
|  | Quarti di finale       | Quarti di finale       | Quarti di finale       | Quarti di finale | Quarti di finale |  |  | Semifinali             | Semifinali             | Semifinali             | Semifinali             | Semifinali             |                        |   | Finale                | Finale                | Finale                | Finale                | Finale | Finale | Finale |  |
|  |                        |                        |                        |                  |                  |  |  |                        |                        |                        |                        |                        |                        |   |                       |                       |                       |                       |        |        |        |  |
|  | Columbus River Dragons | Columbus River Dragons | Columbus River Dragons | 7                | 8                |  |  |                        |                        |                        |                        |                        |                        |   |                       |                       |                       |                       |        |        |        |  |
|  | Mississippi Sea Wolves | Mississippi Sea Wolves | Mississippi Sea Wolves | 2                | 0                |  |  | Columbus River Dragons | Columbus River Dragons | 3                      | 2                      | 1                      |                        |   |                       |                       |                       |                       |        |        |        |  |
|  | Carolina Thunderbirds  | Carolina Thunderbirds  | 2                      | 4                | 2†               |  |  | Carolina Thunderbirds  | Carolina Thunderbirds  | 0                      | 3†                     | 2†                     |                        |   |                       |                       |                       |                       |        |        |        |  |
|  | Port Huron Prowlers    | Port Huron Prowlers    | 3                      | 2                | 1                |  |  |                        |                        |                        |                        |                        |                        |   | Carolina Thunderbirds | Carolina Thunderbirds | Carolina Thunderbirds | Carolina Thunderbirds | 3      | 3      | 3      |  |
|  | Binghamton Black Bears | Binghamton Black Bears | Binghamton Black Bears | 4                | 7                |  |  |                        |                        | Binghamton Black Bears | Binghamton Black Bears | Binghamton Black Bears | Binghamton Black Bears | 5 | 4                     | 4                     |                       |                       |        |        |        |  |
|  | Watertown Wolves       | Watertown Wolves       | Watertown Wolves       | 2                | 2                |  |  | Binghamton Black Bears | Binghamton Black Bears | Binghamton Black Bears | 4                      | 3†                     |                        |   |                       |                       |                       |                       |        |        |        |  |
|  | Motor City Rockers     | Motor City Rockers     | 3†                     | 2                | 4                |  |  | Motor City Rockers     | Motor City Rockers     | Motor City Rockers     | 3                      | 2                      |                        |   |                       |                       |                       |                       |        |        |        |  |
|  | Danbury Hat Tricks     | Danbury Hat Tricks     | 2                      | 4                | 1                |  |  |                        |                        |                        |                        |                        |                        |   |                       |                       |                       |                       |        |        |        |  |

Legenda: † = partita terminata ai tempi supplementari
I Binghamton Black Bears hanno vinto la loro prima Commissioners Cup.